# 大河原太一郎
大河原 太一郎（おおがわら たいちろう、1922年5月26日 - 2017年3月5日）は、日本の政治家。群馬県出身。
参議院議員（3期）、農林水産大臣（村山内閣）、参議院予算委員長、農林水産事務次官などを歴任した。

## 経歴
群馬県碓氷郡松井田町生まれ。旧制高崎中学、旧制水戸高校を経て、東京帝国大学法学部政治学科を卒業後、農林省に入省。農政局に配属。農業協同組合課長、農地課長、大臣官房予算課長、畜産局長等を経て大臣官房長、食糧庁長官、農林水産事務次官を歴任。
農林水産省退官後、1980年の第12回参議院議員通常選挙で全国農業者農政運動組織連盟に支援される形で自由民主党から全国区で出馬し、初当選。弘風クラブ（参議院中曽根派）に所属し、全国区が比例区に移行した後も同区から出馬を重ね、当選3回。参議院予算委員長、地方行政委員長、大蔵委員長を歴任。1994年6月から1995年8月まで村山内閣の農林水産大臣を務めた。
1997年には全国山村振興連盟会長に就任。ほかに自由民主党副幹事長・全国農業構造改善協会相談役・全国食生活改善協会会長・農林水産政策情報センター代表などを歴任した。
2017年3月5日、老衰のため94歳で死去。

## 人物
全共連会長を務めた新井昌一とは同郷で太いパイプを持っていた。

## 議員連盟
- 憲法20条を考える会（顧問）
- 食品産業振興議員連盟（副会長）[15]
- 有機農業研究議員連盟[16]